# Hydropectis stevensii
Hydropectis stevensii là một loài thực vật có hoa trong họ Cúc. Loài này được McVaugh mô tả khoa học đầu tiên năm 1972.